# Яновиці (Свідницький повіт)
Яновиці (пол. Janowice) — село в Польщі, у гміні Мелґев Свідницького повіту Люблінського воєводства.
Населення — 346 осіб (2011).
У 1975-1998 роках село належало до Люблінського воєводства.

## Демографія
Демографічна структура станом на 31 березня 2011 року:
|          | Загалом | Допрацездатний вік | Працездатний вік | Постпрацездатний вік |
| -------- | ------- | ------------------ | ---------------- | -------------------- |
| Чоловіки | 168     | 29                 | 119              | 20                   |
| Жінки    | 178     | 31                 | 104              | 43                   |
| Разом    | 346     | 60                 | 223              | 63                   |